# Joseph Paintsil
Joseph Paintsil, né le 1er février 1998 à Accra au Ghana, est un footballeur international ghanéen qui joue au poste de milieu offensif au Los Angeles Galaxy.

## Biographie

### En club
Paintsil joue tout d'abord pour le Tema Youth chez les jeunes. Lors de sa première saison professionnelle en 2016-2017, il marque dix buts en 22 matches, ce qui lui vaut un prêt à Ferencváros TC. En Hongrie, il trouve aussi rapidement le chemin des buts. Lors de la saison 2017-2018, il marque dix fois en 25 matches de championnat. Grâce à ces bonnes performances, il obtient cette fois un transfert définitif au KRC Genk.

### En sélection nationale
Le 25 mai 2017, Paintsil joue son premier match pour le Ghana contre le Bénin (score : 1-1).
Paintsil participe avec le Ghana à sa première compétition internationale lors de la Coupe d'Afrique des nations 2021 organisée au Cameroun. Le 31 décembre 2023, il est retenu dans la liste des vingt-sept joueurs ghanéens sélectionnés par Chris Hughton pour disputer la Coupe d'Afrique des nations 2023.

## Palmarès

### En club
KRC Genk
- Championnat de Belgique (1) :
  - Champion en 2019

 Galaxy de Los Angeles
- - Vainqueur de la Coupe de la Major League Soccer en 2024